# Trofeu dels Alps
El Trofeu dels Alps (en llatí, Tropaeum Alpium; Monument a la victòria dels Alps), conegut també com a Trofeu d'August (en llatí, Tropaeum Augusti), és un monument romà aixecat per August a l'actual municipi de La Túrbia (departament francès dels Alps Marítims), sobre un turó de 480 m del Principat de Mònaco.
L'emperador August en va ordenar la construcció per a celebrar la victòria definitiva sobre les antigues tribus lígurs que poblaven la regió i que tenien el costum d'assaltar els comerciants que transportaven mercaderies a les vies romanes. Sobre una de les pedres de la torre apareix gravada la llista d'aquestes tribus. Aquest trofeu no tenia cap utilitat militar; únicament servia per marcar la frontera entre les províncies romanes de la Gàl·lia Cisalpina i de la Gàl·lia Narbonense, que més tard seria traslladada al riu Var. Al llarg del temps, a aquest trofeu el va seguir a la Gàl·lia, el Trofeu de Pompeu (a Summum Pyrenaeum) el Trofeu de Briot (el Museu Picasso d'Antíbol va ser construït amb les seves pedres), entre d'altres.
Entre els segles xii i xv es va utilitzar com a fortalesa i es van construir cases pegades a la muralla exterior.
El 1705, durant la represa de la guerra entre el regne de França i el ducat de Savoia, Lluís XIV va ordenar la destrucció de totes les fortaleses de la regió i els seus enginyers van volar una part del trofeu. El trofeu va ser utilitzat llavors com a pedrera, entre altres coses, per a construir l'església de Sant Miquel.
Actualment, el Trofeu dels Alps és la principal atracció turística del municipi de La Túrbia.

## Història
Es va construir el Trofeu dels Alps en honor de l'emperador romà August, en el punt alt de la via Julia Augusta.
Celebra la victòria final sobre 45 tribus que anteriorment obstaculitzaven els múltiples camins alpins. Més que un atac per robar les mercaderies, aquests pobles van imposar un control dels passos, relacions comercials i moviments militars inacceptables per a l'Imperi Romà.

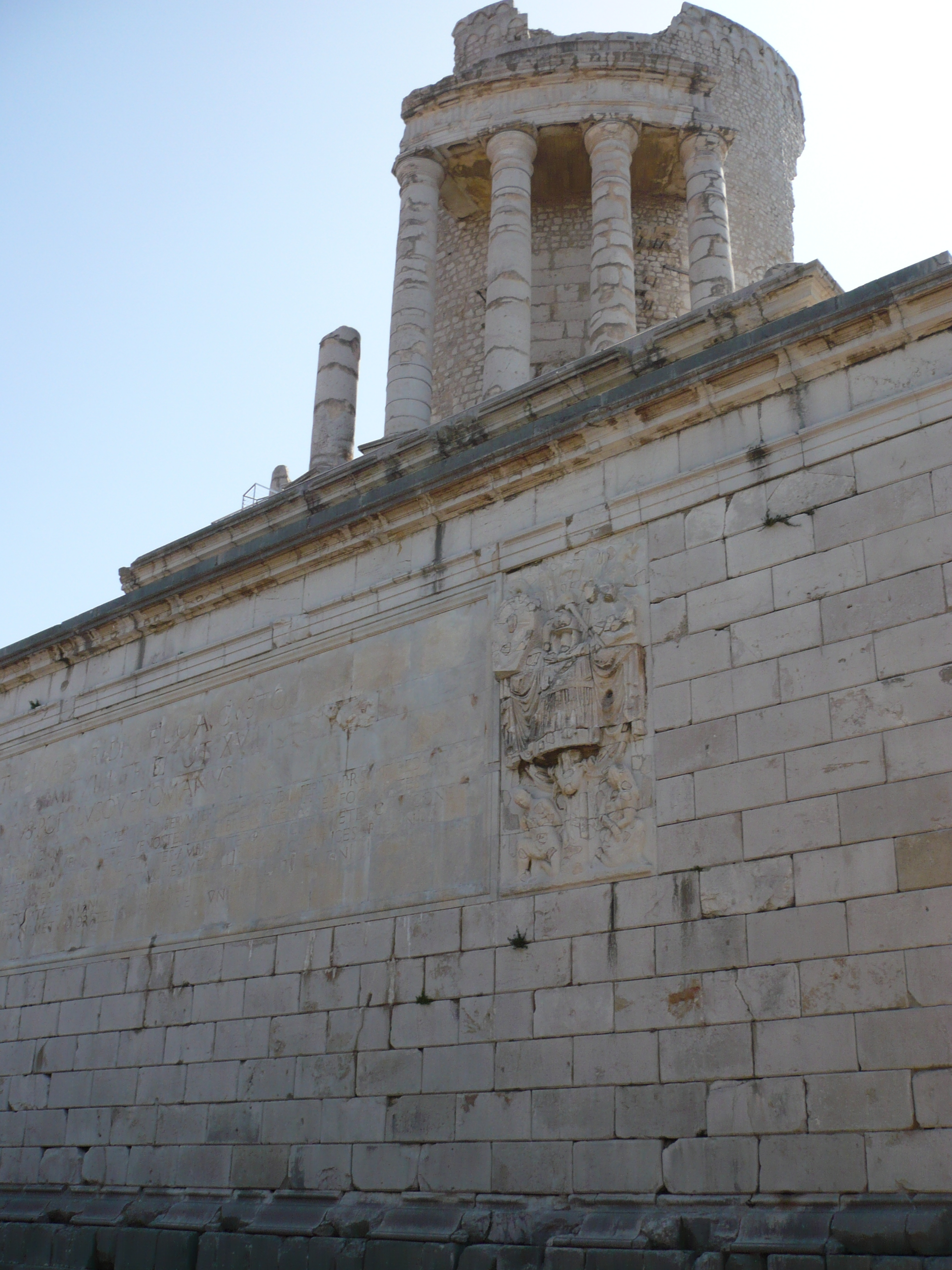
La inscripció llatina del monument

A més de mencionar altres pobles recis i alpins, el trofeu es relaciona, indirectament, amb la submissió del 23 aC al 13 aC dels últims pobles independents de celto-lígurs que poblaven els massissos alpins entre la Gàl·lia Narbonense i la Gàl·lia Cisalpina. Aquesta submissió va permetre la continuació de via Aurelia per la construcció de la via Julia Augusta. Els vençuts es van beneficiar d'una clemència imperial que van rebre el 10 aC. La capital de la província romana dels Alps marítims, Cemenelum (actualment Cimiez), és un barri de Niça.
Aquest trofeu no tenia vocació militar i no podia exercir cap paper de refugi o fortificació. Va marcar la frontera entre Itàlia i la Narbonense, que posteriorment es va traslladar al riu Var. No obstant això, entre el segle xii i el xv, el trofeu es converteix en una fortalesa i es construeixen cases adossades a la paret.
El 1705, quan es va reprendre la guerra entre França i Savoia durant la Guerra de Successió espanyola, Lluis XIV va ordenar la destrucció de totes les fortaleses conquerides de la regió i va destruir parcialment el trofeu el 4 de maig de 1705. Després que La Túrbia tornès sota la sobirania de Savoia, el trofeu es converteix en una veritable pedrera, i les seves pedres serveixen, entre altres coses, per a la construcció de l'església Sant Miquel del poble vell, iniciada al 1664.
El 13 de maig de 1865, les restes es classifiquen com a monument històric.
A la dècada del 1930, es va restaurar gràcies al patrocini d'Edward Tuck, un filántrop estatunidenc que passava els seus hiverns a Montecarlo. Les obres van ser dirigides per Jules Formigé. Es va inaugurar el 26 d'abril de 1934.
Actualment, el Trofeu dels Alps és la principal atracció turística del municipi de La Túrbia.
Del 10 de juliol fins al 28 d'agost de 1994, el Centre dels monuments nacionals va commemorar el 2000è aniversari del trofeu amb una composició de tres joves artistes que proposaven diferents enfocaments per al trofeu, la realització d'una pel·lícula de vídeo de Vincent Gareng sobre la història del monument, i un espectacle lluminós de Louis Clair, dissenyador d'il·luminació.

## Descripció

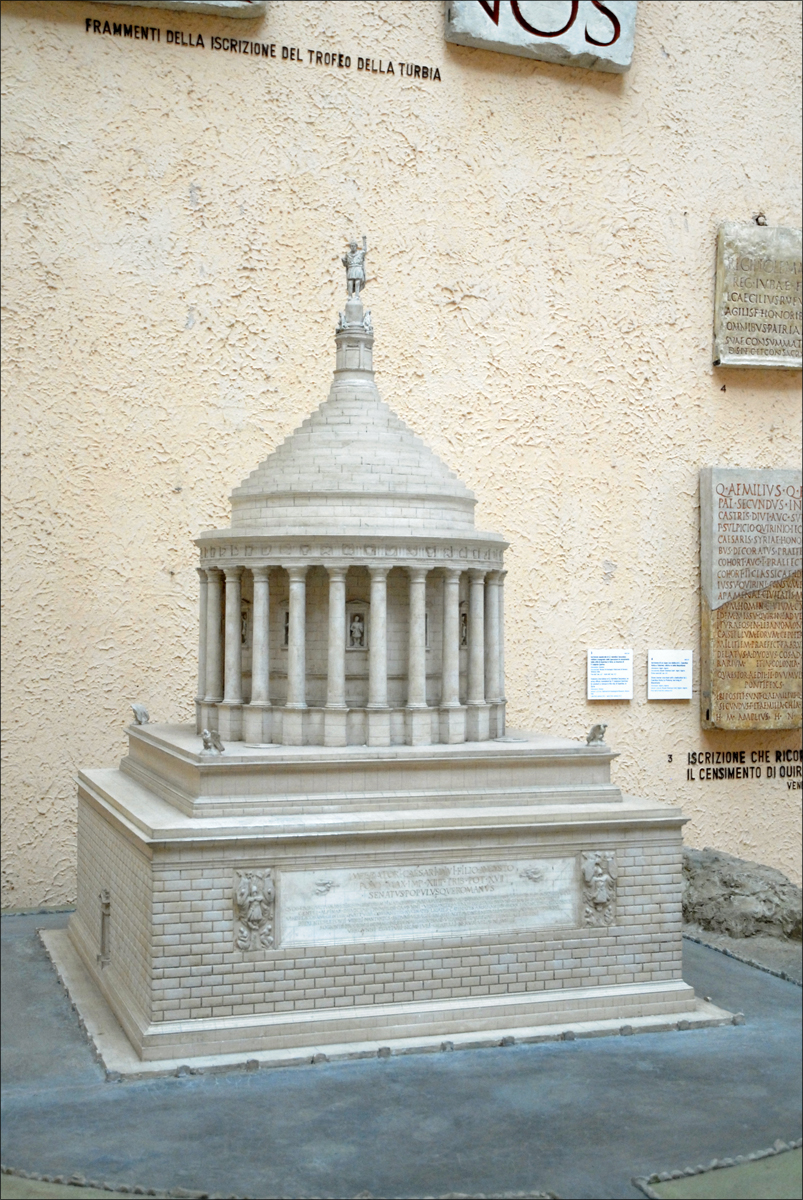
Maqueta de la reconstrucció del monument

El trofeu, construït en part amb marbre de Luni en marbre i amb pedra de la zona, va ser concebut segons el model d'arquitectura de Vitruvi seguint el model del Mausoleu d'Halicarnàs.
Originalment (segons els arquitectes Formigé pare i fill), el monument va consistir en un pedestal quadrat de 35 m d'ample i una façana occidental on es va fixar una inscripció que dedicava el monument a August. Als costats de la inscripció hi havia trofeus. El segon ordre es compon d'una plataforma de 12 m d'alçada, sobre la qual descansava 24 columnes, amb capitells dòrics, col·locades formant un cercle i adornades per un fris dòric amb alternança de tríglifs i mètopes. A l'interior de la columnata havia una torre cilíndrica en la qual, alternant amb les columnes, havia nínxols on es van col·locar les estàtues dels comandants militars que van participar en l'expedició, inclòs la de Drus. Sobre les columnes descansava un sostre cònic amb graons, coronada per una imponent estàtua d'August en bronze daurat, representat en l'acte de presentació de dos bàrbars agenollats als seus peus. Amb l'estàtua d'August, el monument feia de 49 m d'alçada.
La pedra calcària per a erigir el Trofeu d'August va ser extreta de la «pedrera romana», situada a uns cinc-cents metres, on encara podem veure les restes de les seccions de columnes tallades en la pedra. Segons la data de la dedicació, l'obra es va completar el 7 aC o 6 aC.
L'entorn immediat del Trofeu és ric en vestigis de l'Imperi Romà, incloses les vies romanes. Es troba sobre la via Julia Augusta (anomenada en honor de l'emperador August). Continuació de via Aurelia, aquesta via romana connecta Ventimiglia amb Cemenelum (Cimiez). Diverses fonts als territoris de les comunes de Bèusoleu i Roquebrune-Cap-Martin són reconegudes com a romanes.
Abans de la restauració parcial, realitzada a principis del segle xx, només es mantenien quatre columnes intactes, i només la façana occidental (amb la inscripció) va ser reconstruïda gairebé per complet; romanen restes i fragments exposats al museu arqueològic allotjat al soterrani. El trofeu restaurat té 35 metres d'alçada (mentre que originalment, gràcies a l'estàtua, va arribar als 49 metres).
Des de la terrassa panoràmica, es pot gaudir d'un punt d'observació que, en dies clars, permet guaitar de la costa oest de Ligúria fins al golf de Saint-Tropez.

### La inscripció llatina
A la façana occidental del Trofeu dels Alps, a l'arribada de la via Julia Augusta, hi ha gravada la dedicació del Senat en honor de l'emperador seguit del nom dels 45 pobles pacificats (incloent celtes, lígurs, vènets, i germans, entre altres pobles) que s'estenien sobre tota l'arc alpí, des de la mar Adriàtica fins a la Mediterrània, que figuren en l'ordre geogràfic, d'Orient a Occident.
El text està flanquejat per dos baixos relleus de la Victòria alada. Igualment visible és el «trofeu» en sentit estricte, és a dir, una representació de les armes conquerides als enemics i penjades d'un tronc d'arbre. A banda i banda del trofeu es representen gals captius en cadenes.
Plini el Vell va fer una transcripció d'aquesta inscripció al seu llibre Naturalis Historia:
| « | (llatí) IMP · CAESARI DIVI FILIO AVG · PONT · MAX · IMP · XIIII · TR · POT · XVII · S · P · Q · R · QVOD EIVS DVCTV AVSPICIISQVE GENTES ALPINAE OMNES QVAE A MARI SVPERO AD INFERVM PERTINEBANT SVB IMPERIVM P · R · SVNT REDACTAE · GENTES ALPINAE DEVICTAE TRVMPILINI · CAMVNNI · VENOSTES · VENNONETES · ISARCI · BREVNI · GENAVNES · FOCVNATES · VINDELICORVM GENTES QVATTVOR · COSVANETES · RVCINATES · LICATES · CATENATES · AMBISONTES · RVGVSCI · SVANETES · CALVCONES · BRIXENETES · LEPONTI · VBERI · NANTVATES · SEDVNI · VARAGRI · SALASSI · ACITAVONES · MEDVLLI · CENNI · CATVRIGES · BRIGIANI · SOGIONTI · BRODIONTI · NEMALONI · EDENATES · VESVBIANI · VEAMINI · GALLITAE · TRIVLLATI · ECDINI · VERGVNNI · EGVITVRI · NEMATVRI · ORATELLI · NERVSI · VELAVNI · SVETRI | (català) L'emperador Cèsar, fill de Juli Cèsar, August, Pontifex Maximus, emperador per 14a vegada, en el seu 17è any de potestat tribunícia, Senat i Poble Romà, ha construït aquest monument en commemoració que, sota les seves ordres i auspicis, tots els pobles alpins, de la mar superior a la mar inferior, sotmesos a l'imperium del poble romà. Va conquerir als pobles alpins dels triumpilins, camuns, venostes, vènnons, isarcs, breunes, genauns, focunats, les quatre nacions dels vindèlics (consuantes, runicates, licates, clautinatis), ambisontes, ruguscs, sarunetes, calucons, brixants, leponcis, ubers, nantuates, seduns, veragres, salasses, acitauons, medul·les, ucens, caturiges, brigians, sogiuntis, bodiòntics, nemalons, edenats, esubians, veamins, gal·lits, triullats, ectins, vergunnes, eguiturs, nementurs, oratels, nerusis, vel·lavis i suelters. | » |

No es coneix exactament la ubicació geogràfica dels pobles esmentats, i de vegades és completament desconeguda. És objecte de recerca, però la inscripció al trofeu, tal com recorda Philippe Casimir, permet una possible reconstitució de la situació dels Alps en l'Antiguitat.